# Torre de Casa Tardán
La Torre de Casa Tardán de Gistaín es un monumento declarado Bien de Interés Cultural por el Gobierno de Aragón se encuentra en la localidad de
Gistaín uno de los pueblos más altos del Pirineo aragonés, pertenece al Valle de Chistau, comarca de Sobrarbe, provincia de Huesca, Aragón, España.
En la parte baja del caserío encontraremos este monumento, pero esta localidad nos ofrece tres hermosas torres de planta cuadrada que se levantan entre las viviendas; una pertenece a la iglesia y las otras dos son civiles, torreones defensivos del siglo XVI símbolo de las casas fuertes (construidas las dos por casa Tardán, una de ellas por una rencilla con la casa rival, Arrín o Rins y que posteriormente pasó a ser propiedad de esta última). Destacan también algunos escudos y ventanas decoradas.

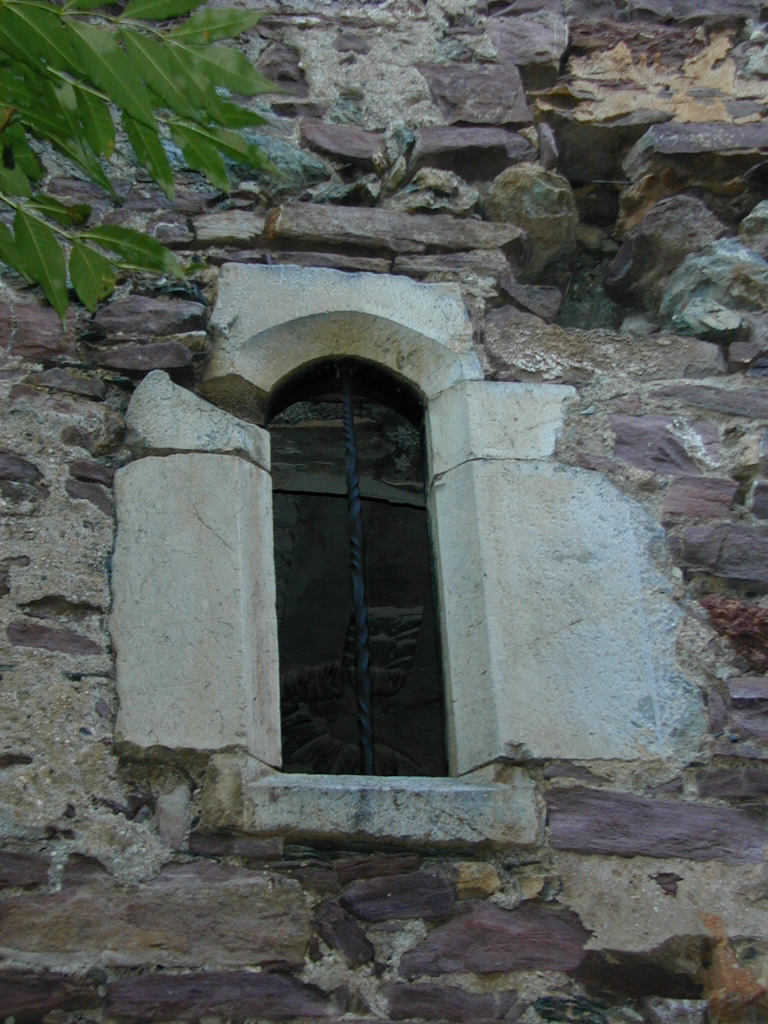
Ventana situada en la torre de Casa Tardán. Gistaín

## Descripción
Es una torre de grandes dimensiones, exenta y de planta cuadrada. Está cubierta con losa de pizarra a cuatro vertientes. Tiene cinco alturas y en los pisos más altos se suceden vanos y aspilleras. Tiene una hilera de huecos en la cuarta planta que podría ser la sujeción de un antiguo cadalso de madera. Esta torre está levantada sobre el cauce de un torrente, lo que la convierte en la única torre puente del Alto Aragón.

## Historia

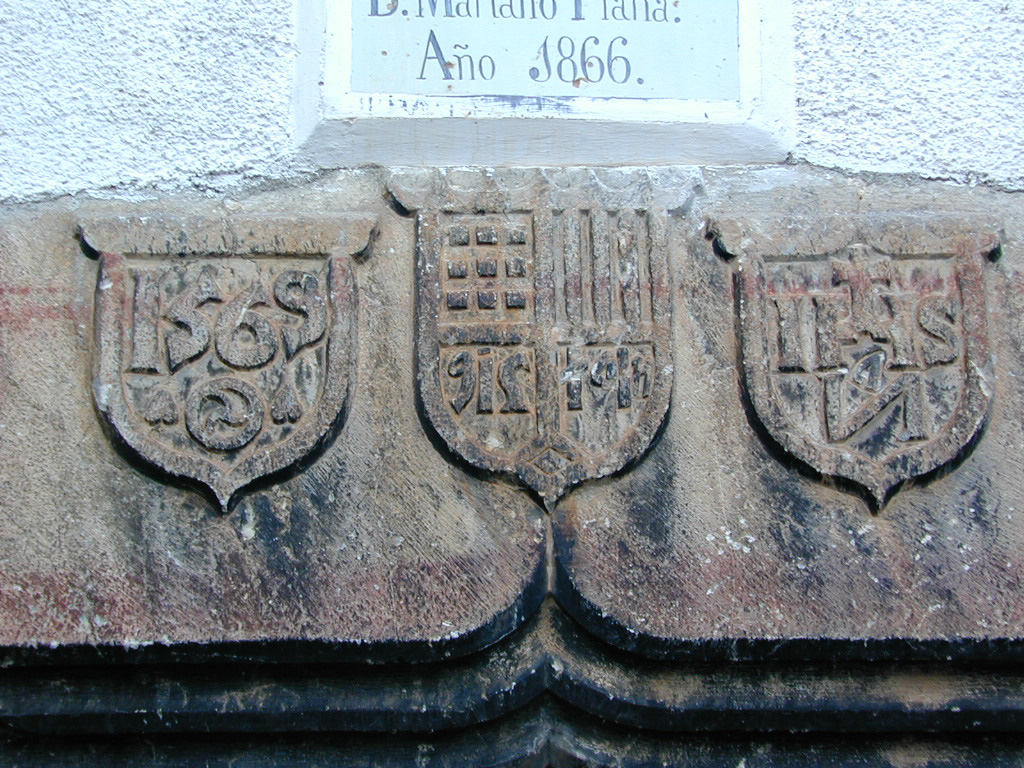
Escudos labrados en piedra, situados en el edificio del ayuntamiento de Gistaín.(Huesca)

Fue conocido también como Chistén de las fuens. Se sabe de su existencia en época visigoda, siendo en tiempos del Rey Recaredo (586-601) una de las cuatro Cecas de Aragón -asentamientos donde se fabricaba moneda-.Chistén ha sido tradicionalmente un pueblo de pastores pero ha tenido otras actividades económicas importantes como las minas de hierro (de las que las primeras referencias se remontan a principios del siglo XIV), la exportación de madera de sus bosques o el contrabando con Francia a través de los pasos de alta montaña. 